# Rue de la Pierre-Levée (Paris)
Pour les articles homonymes, voir Rue de la Pierre-Levée.
La rue de la Pierre-Levée est une voie du 11e arrondissement de Paris, en France.

## Situation et accès
La rue de la Pierre-Levée est une voie située dans l'ouest du 11e arrondissement de Paris. Il s'agit d'une voie rectiligne de 267 m de long et 12 m de large, orientée nord-nord-ouest/sud-sud-est. Elle débute au sud entre les 1 et 7, rue des Trois-Bornes, à sa jonction avec la rue Jean-Pierre-Timbaud et l'avenue de la République, sur la place de la Fontaine-Timbaud. Elle se termine au nord entre les 12 et 14, rue de la Fontaine-au-Roi. Outre ces rues à ses extrémités, elle n'est rejointe par aucune autre voie. De l'autre côté de l'avenue de la République, la rue Gambey se poursuit dans l'axe de la rue de la Pierre-Levée.
La numérotation des immeubles débute au niveau de son débouché sur la rue des Trois-Bornes. Les numéros augmentent lorsqu'on se dirige vers le nord, les numéros impairs à gauche et les numéros pairs à droite.

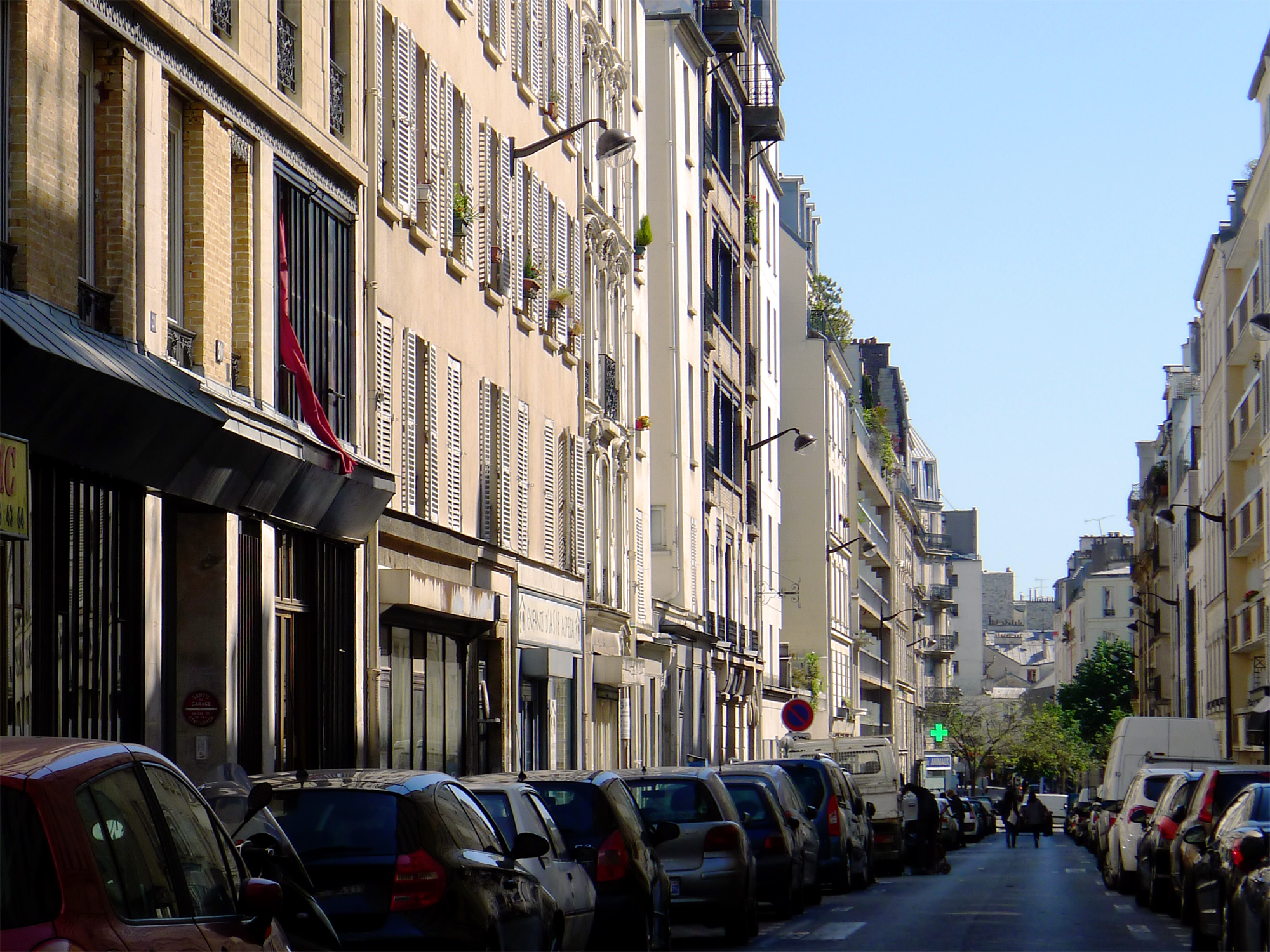
Rue vue depuis la rue de la Fontaine-au-Roi.
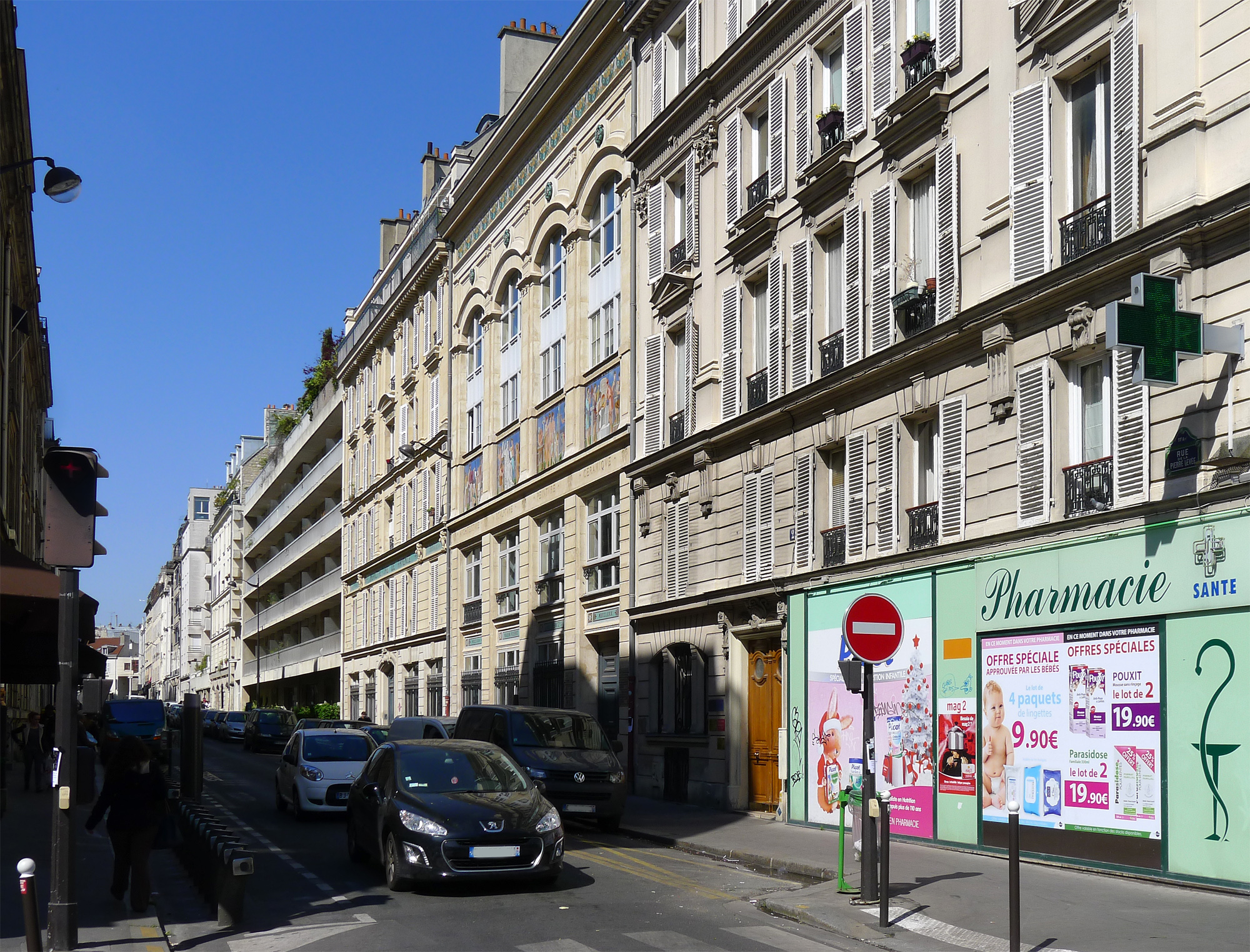
Rue vue depuis la rue des Trois-Bornes.

## Origine du nom
Lors de l'ouverture de cette voie, les fouilles mettent au jour une pierre qui semble avoir fait partie d'un autel druidique,. Ce menhir donne son nom à la rue : elle est alors appelée « rue Pierre Levée, ».

## Historique
Avant sa création, la zone occupée actuellement par la rue de la Pierre-Levée fait partie du faubourg du Temple, proche du quartier du Temple, mais situé de l'autre côté de l'ancienne enceinte de Louis XIII.
Cette voie est ouverte en 1782 sous le nom de rue Pierre-Levée.
Lors de la création des arrondissements de Paris en 1795, la rue Pierre-Levée fait partie de l'ancien 6e arrondissement, dans le quartier du Temple. De 1818 à 1825, la voie est fermée par la police car trop mal famée. À cette dernière date, elle n'était pas encore entièrement lotie.
La rue reçoit sa dénomination actuelle par arrêté du 27 juillet 1936.

## Bâtiments remarquables et lieux de mémoire
La rue de la Pierre-Levée, bordée d'immeubles, témoigne des constructions parisiennes des années 1830-1840.

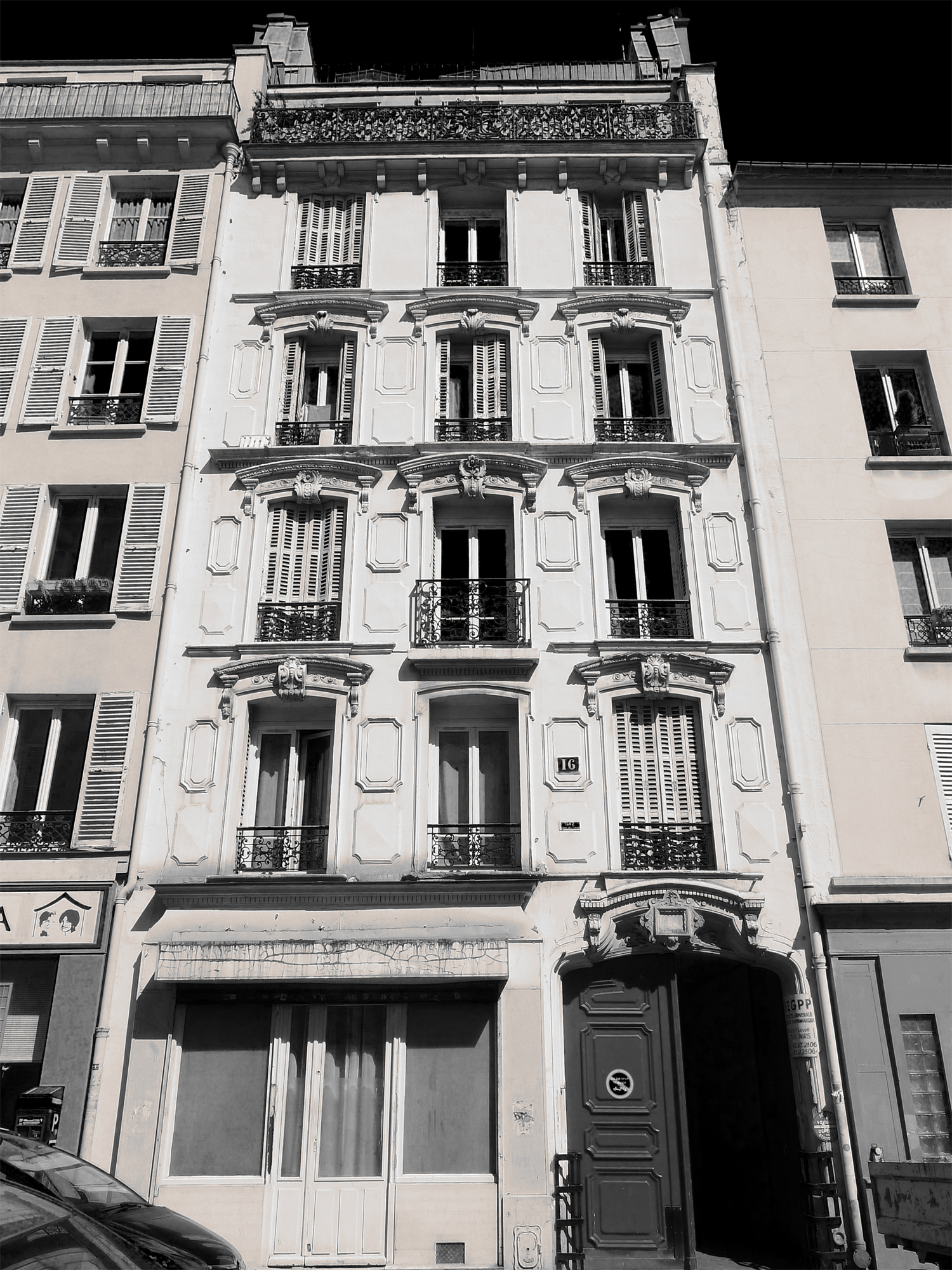
Façade du no 16.

- Au no 4 se trouve l'ancienne faïencerie Loebnitz[6], construite en 1884 par l'architecte Paul Sédille, (également concepteur à Paris des grands magasins du Printemps). Elle comporte d'un côté des ateliers, de l'autre des logements pour le personnel. La façade comprend trois panneaux en céramique (l’Architecture, la Sculpture, la Peinture) œuvre d'Émile Lévy, de son élève Lazar Meyer et du céramiste Jules Paul Loebnitz, provenant de la porte du pavillon des Beaux-Arts de l'Exposition universelle de 1878. Un quatrième panneau (la Céramique) est mis en place par Loebnitz en guise d'enseigne. Des fours subsistent encore dans le sous-sol de l'immeuble[7].

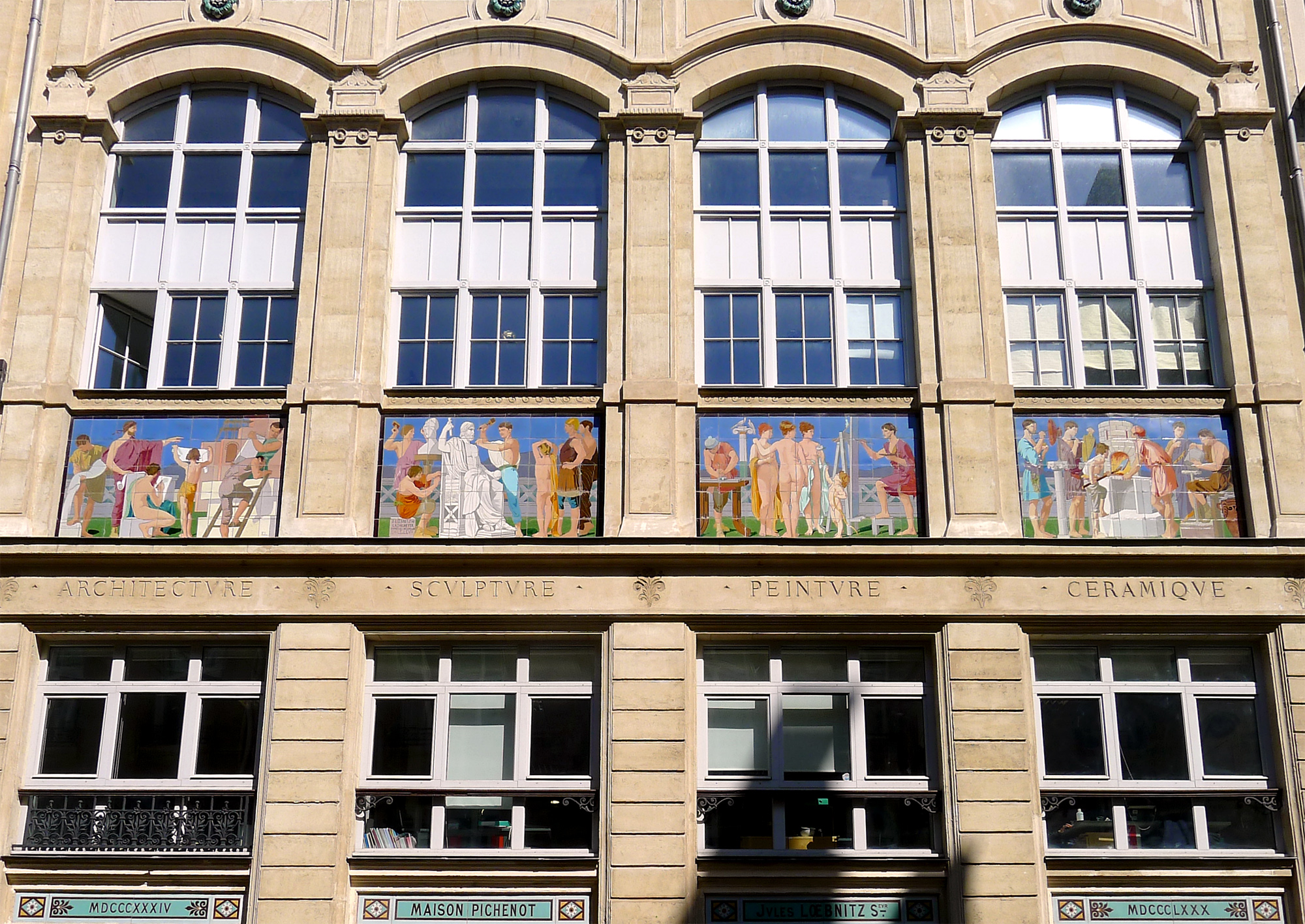
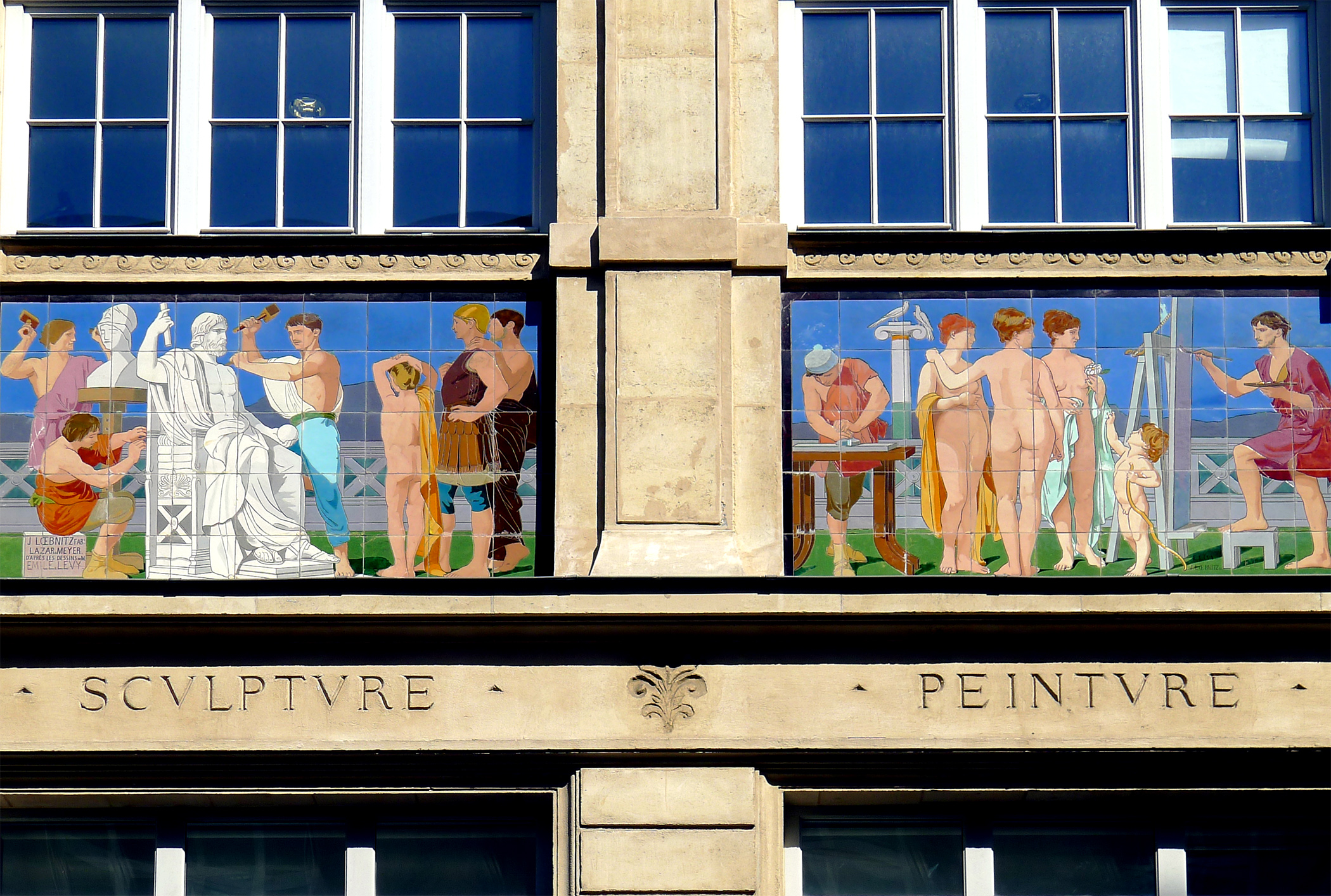

- No 8 : ici, le peintre Camille Flers épousa le 11 novembre 1826 Louise Adèle Clauss, fille de Jean Marx Clauss, fabricant de porcelaine de la rue de la Pierre-Levée à Paris, qu'il fonda en 1805, et d'Odille Seeger, fille et petite-fille de peintres et chimistes en porcelaine et faïence de la manufacture de Niderwiller.
- Au no 17 se trouve la maison où est mort en 1847 Henri Gambey, membre de l'Académie des sciences et inventeur de nombreux instruments de précision[5].

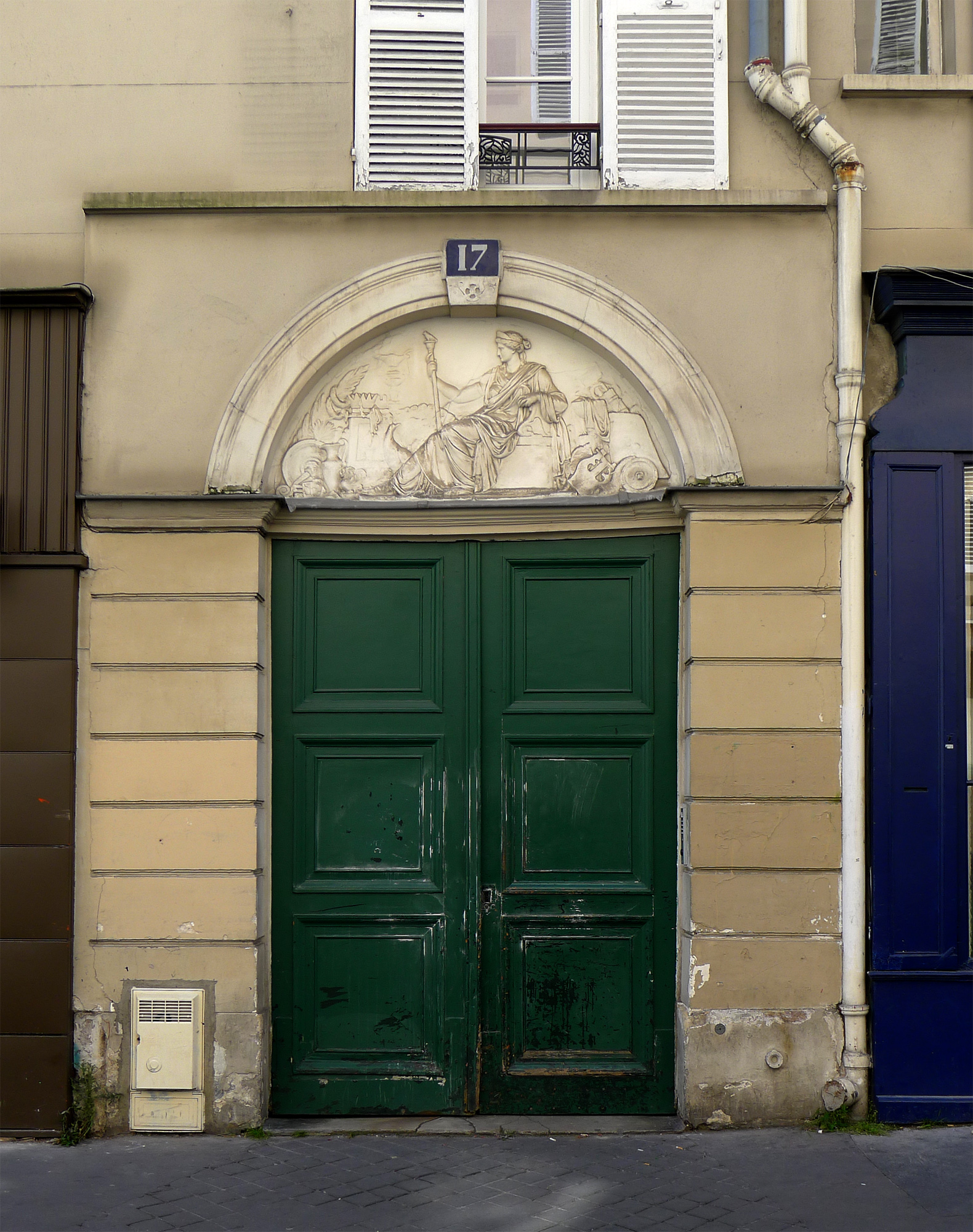
Bas-relief du no 17.